# Municipio de Tedim
El municipio de Tedim (birmano: တီးတိန်မြို့နယ်) es un municipio de Birmania perteneciente al distrito de Falam del Estado Chin. Su capital es Tedim. En 2014 tenía 87 623 habitantes.
El municipio, con una extensión de 2410 km², se ubica en el tercio central del distrito. Limita al norte con el municipio de Tonzang, al este con el municipio de Kale (región de Sagaing), al sur con el municipio de Falam y al oeste con el estado indio de Mizoram.
Fue creado administrativamente en 1973 y su territorio abarca una zona montañosa en torno al río Manipur. La economía local se basa en la agricultura de naranjas, manzanas y café.
El municipio incluye 55 agrupaciones de pueblos y 132 pueblos. Además de Tedim, las principales localidades son Akluai, Buanman, Dakdungh, Laibung, Laaitui, Mualbeem, Tuisau, Tuithang, Tuizang, Tungzang, Vangteh y Vingpi.